# Gloria Romero León
Gloria Romero León (Pachuca de Soto, Hidalgo; 25 de enero de 1964). Administradora, empresaria y política mexicana, miembro del Partido Acción Nacional.
Creció en la Ciudad de Pachuca junto a sus padres y hermanos. Se casó con el finado empresario y político Jose Antonio Telleria Beltrán, primer presidente de oposición en Pachuca de Soto. Gloria Romero León y su esposo tuvieron dos hijas Ana María y María José. Gloria Romero León estudió la licenciatura en Administración de Empresas en la generación 1982-1987 en la Universidad de las Américas de Puebla y obtuvo el Diplomado de Profesionalización para las organizaciones de la sociedad civil. 
Maestra en Administración Pública y Políticas Públicas por el Tec de Monterrey.
Fue Presidenta del Sistema para el Desarrollo Integral de la Familia (DIF) del municipio de Pachuca de Soto 2000-2003 en la administración de José Antonio Tellería Beltrán, primer Presidente Municipal de oposición en Pachuca de Soto. Posteriormente fue Secretaria del Comité Directivo Municipal PAN en Pachuca en el año 2005 y Regidora del Ayuntamiento de Pachuca de Soto por el PAN en la administración 2006-2009, siendo la regidora con más intervenciones en tribuna. 
Fue postulada por el PAN para la Cámara de Diputados en la LXI Legislatura resultando electa por el mecanismo de representación proporcional, integrante de las Comisiones de Vigilancia de la Auditoría Superior de la Federación, Derechos humanos, Fomento Cooperativo y Economía Social. y es miembro Permanente de la Asamblea del Parlamento Latinoamericano, con sede en  Panamá.
En 2011 se registró como candidata de unidad para por el PAN en busca de la candidatura por la Presidencia Municipal de Pachuca de la Alianza Hidalgo nos Une.
En 2016 fue candidata a diputada local por el Distrito XII de Pachuca por el Partido Acción Nacional (PAN) resultando electa por mayoría de votos.
Actualmente es diputada local de la LXIII Legislatura del Congreso Libre y Soberano de Hidalgo.